# Albert Kahn (banqueiro)
Albert Kahn, nascido à Marmoutier em Alsace, na França, foi um banqueiro e mecenas. Graças ao seu mecenato, ele constituiu um dos mais importantes tesouros fotográficos a cores do início do século XX intitulado Os Arquivos do Planeta, do francês Les Archives de la Planète, que está guardado no Museu departamental Albert-Kahn.

## Os Arquivos do Planeta
No dia 13 de novembro de 1908, Albert Kahn parte ao Japão e China, passando pelos Estados Unidos. De retorno à Europa, ele decide fazer uma nova viagem, dessa vez passando alguns meses na América do Sul, em 1909, onde ele visita o Uruguai, Argentina e Brasil. As primeiras imagens a cores do Rio de Janeiro datam desta época.
A coleção de documentos produzidos irão constituir o então Arquivos do Planeta, fundado em Paris e que forma um conjunto de fotografias e filmes a cores produzido através placas auto cromáticas(invenção dos irmãos Lumière).
Vários profissionais foram recrutados e enviados de vários países do mundo e da França, afim  de fotografar(a cores) e filmar(o movimento), como testemunhas dos aspectos, das práticas e dos modos de atividade humana da época cuja desaparecimento fatal, na época atual, é apenas uma questão de tempo.